# Zodarion luzonicum
Zodarion luzonicum là một loài nhện trong họ Zodariidae.
Loài này thuộc chi Zodarion. Zodarion luzonicum được Eugène Simon miêu tả năm 1893.